# 三角公志
三角 公志（みすみ こうじ、1983年7月3日 - ）は、日本の元ラグビー選手。

## プロフィール
- 福岡県出身。
- ポジションはスタンドオフ(SO)、センター(CTB)。
- 身長 171cm、体重 86kg
- 関西代表に選ばれたことがある[1]。

## 略歴
2002年、修猷館高校卒業後、早稲田大学に入る。
2006年、早稲田大学卒業後、ヤマハ発動機ジュビロに加入。同年9月2日に行われたジャパンラグビートップリーグ第1節のクボタスピアーズ戦に途中出場で公式戦初出場を果たす。
2014年、現役を引退した。